# Rio Saint John
O rio Saint John é um rio cuja nascente se encontra no noroeste do estado norte-americano de Maine, e passa pela província canadense de New Brunswick, onde cruza cidades como Edmundston, Fredericton e Saint John desaguando na Baía de Fundy. Tem uma extensão aproximada de 673 km.
Define parte da fronteira Canadá–Estados Unidos em dois trechos. Drena uma área de aproximadamente 55 000 km², dos quais ligeiramente mais de metade em Nova Brunswick.